# Henderson-Grenze
Die Henderson-Grenze ist die Energiedosis durch Röntgenstrahlung, die bei einem gekühlten Proteinkristall die Intensität des Beugungsmusters halbiert. Der Begriff geht auf Arbeiten von Richard Henderson zurück.

## Eigenschaften
Die Henderson-Grenze liegt bei etwa 2 × 107 Gy und spielt bei Kristallstrukturanalysen eine Rolle, da sie ein Maß dafür ist, wie viele Daten man bei einer gegebenen Strahlenintensität gewinnen kann.
Aufgrund der ionisierenden Röntgenstrahlung werden durch den photoelektrischen Effekt verschiedene Reaktionen in den Proteinmolekülen ausgelöst, z. B. entstehen Radikale, die wiederum zu Oxidationen an Methioninen, Reduktionen von Cystinen, Vernetzungen und Decarboxylierungen von Asparaginsäuren und Glutaminsäuren führen können.
Durch eine Nanofilmkristallisation kann das Limit erhöht werden.